# Bohuslava
Bohuslava je ženské křestní jméno. Jeho význam je obvykle uváděn jako „oslavující boha“. Jedná se o ženský protějšek mužského jména Bohuslav.
V ČR slaví svátek 7. července.

## Statistické údaje
Následující tabulka uvádí četnost jména v ČR a pořadí mezi ženskými jmény ve srovnání dvou roků, pro které jsou dostupné údaje MV ČR – lze z ní tedy vysledovat trend v užívání tohoto jména:
| Rok       | Četnost    | Pořadí      |
| 1999      | 6596       | 101.        |
| 2002      | 6426       | 101.        |
| Porovnání | o 170 méně | žádná změna |
| 2006      | 6001       | 110.        |

Změna procentního zastoupení tohoto jména mezi žijícími ženami v ČR (tj. procentní změna se započítáním celkového úbytku žen v ČR za sledované tři roky 1999–2002) je −1,8%.

## Známé nositelky jména
- Bohuslava Rajská – česká spisovatelka
- Bohuslava Olešová – česká výtvarnice